# 115 Tauri
115 Tauri är en blåvit stjärna i huvudserien i Oxens stjärnbild.
115 Tau har visuell magnitud +5,40 och befinner sig på ett avstånd av ungefär 550 ljusår.